# Bernd Siebert
Pour les articles homonymes, voir Siebert.
Bernd Siebert (né le 5 mars 1964 à Berlin-Wilmersdorf) est un mathématicien allemand qui mène ses recherches en géométrie algébrique.

## Biographie
Siebert a étudié les mathématiques à partir de 1984, à l'Université d'Erlangen. En 1986, il part pour l'Université de Bonn et, en 1987, à l'Université de Göttingen où il est diplômé en 1989, sous la supervision de Hans Grauert avec distinction. Il est devenu doctorant et assistant de Grauert à Göttingen. Il a reçu son doctorat en 1992, avec une thèse intitulée Faserzykelräume, geometrische Plattifikation und meromorphe Äquivalenzrelationen. Il travaille au Courant Institute of Mathematical Sciences de 1993 à 1994 puis il part à Bochum. En 1997-98, il travaille au Massachusetts Institute of Technology en tant que chercheur invité, avant de terminer son habilitation à diriger des recherches à Bochum en 1998 (Gromov–Witten invariants for general symplectic manifolds). En tant que boursier de la DFG-Heisenberg, il est allé à l'Université de Paris VI/Université de Paris VII, de 2000 à 2002. Ensuite, il est appelé à une chaire de professeur à l'Université de Fribourg-en-Brisgau en 2002. Il part à l'Université de Hambourg en 2008 où il enseigne et mène ses recherches depuis. En 2011, il devient le chef du Graduiertenkolleg Mathematics Inspired by String Theory and QFT.

## Travaux
Dans ses recherches, Bernd Siebert a largement contribué à la théorie des invariants de Gromov–Witten (en). Vers 2002, par ses connaissances en géométrie logarithmique (en), il est entré dans un programme de recherche conjoint avec Mark Gross (en). Il a par la suite écrit une série d'articles remarqués qui se rapportent à la symétrie miroir et aux mathématiques tropicales.

## Prix et distinctions
En 2014, conjointement avec Mark Gross, il est conférencier invité au Congrès international des mathématiciens à Séoul pour la section de géométrie complexe avec une conférence intitulée « Local mirror symmetry in the tropics ». Tous deux ont reçu le Clay Research Award en 2016.

## Publications
- avec Mark Gross, « Logarithmic Gromov-Witten invariants », J. Amer. Math. Soc. 26, 2013, pages 451–510.
- avec Mark Gross, « From real affine geometry to complex geometry », Ann. of Math. 174, 2011, pages 1301–1428.
- avec Mark Gross, R. Pandharipande, « The tropical vertex », Duke Math. J. 153, 2010, pages 297–362.
- avec T. Nishinou, « Toric degenerations of toric varieties and tropical curves », Duke Math. J. 135 (2006), pages 1–51.
- avec Gang Tian, « On the holomorphicity of genus two Lefschetz fibrations », Annals of Mathematics 161, 2005, pages 955–1016.
- « Symplectic Gromov-Witten invariants », in: New trends in Algebraic Geometry (éd. Fabrizio Catanese, Klaus Hulek (en), Chris Peters (en), Miles Reid), Warwick 1996, Cambridge University Press 1998, pages 375–424.